# 훅스왈로
훅스왈로는 대한민국의 래퍼다. 2021년 싱글 《Carrier》로 정식 데뷔했다.
힙합음악의 새로운 획을 그을 유니크한 음악들로
충격을 준 센세이션한 래퍼이다.

## 방송
- 고디바SHOW (2021) - 10위

## 음반
- 브이닐 힙합 2019 (2019)
- Carrier (2021)
- 멍 (2021)
- Trick or Treat (2021)